# Hoevense brandstichting
Het arrest Hoevense brandstichting (HR 24 maart 1992, NJ 1992/815) is een arrest van de Nederlandse Hoge Raad dat betrekking heeft op de grens tussen een voorbereidingshandeling en een begin van uitvoering bij het plegen van een misdrijf.

## Casus
Verdachte was beheerder van een cafetaria in Hoeven dat niet goed draaide. Hij wilde middels brandstichting de verzekeringspenningen innen. Dit idee besprak hij met twee kennissen –B. en S.– die de klus wel voor hem wilden klaren. Verdachte kocht vier jerrycans met benzine die in het konijnenhok op de binnenplaats achter de cafetaria werden opgeborgen. Vervolgens vertrok hij naar Texel om zichzelf een alibi te verschaffen. Zijn vader zou de benzine over emmers verdelen en deze in de keuken van de cafetaria klaarzetten. Daarna zouden B. en S. voor de rest zorgen. Zij kwamen ’s nachts om 3.00 uur bij de cafetaria, waarna een explosie plaatsvond en de cafetaria is afgebrand. B. liep daarbij zodanige brandwonden op, dat hij enkele dagen later aan de gevolgen daarvan is overleden. Uit het onderzoek is niet duidelijk geworden of die brand was aangestoken dan wel een spontane explosie van benzine had plaatsgevonden.

## Rechtsvraag
Begin van uitvoering van poging tot brandstichting?

## Procesgang
De rechtbank heeft verdachte veroordeeld tot 2 jaar gevangenisstraf wegens uitlokking van opzettelijke brandstichting. Dit vonnis is in hoger beroep door het gerechtshof vernietigd, en verdachte werd veroordeeld tot 20 maanden gevangenisstraf wegens medeplegen van poging tot opzettelijke brandstichting. Dit arrest werd in cassatie vernietigd. De strafzaak is doorverwezen naar een ander hof voor een beoordeling van hetgeen meer subsidiair is tenlastegelegd.

## Hoge Raad
Er is geen begin van uitvoering volgens het Cito-criterium. Volgens de Hoge Raad ontbreekt het in de casus aan

enige gedraging die naar haar uiterlijke verschijningsvorm moet worden beschouwd als te zijn gericht op de voltooiing van dat voorgenomen misdrijf, en mitsdien niet een begin van uitvoering van dat voorgenomen misdrijf.

## Tot besluit
Er is veel gelijkenis met het arrest Eindhovense brandstichting, in beide gevallen was er géén begin van uitvoering. Maar er zijn ook verschillen:
- Nu stond de benzine in emmers klaar in de keuken van het pand. Toen lagen al met benzine doordrenkte lappen op de grond.
- Nu is er wel brand ontstaan, toen niet.
- Bij toepassing van het Cito-criterium zou de Eindhovense brandstichting waarschijnlijk wél als begin van uitvoering zijn gekwalificeerd.[1]